# سیلانوس
Infobox Italian comune
|name=کامپانیاتیکو
|official_name=کامپانیاتیکو
|native_name=
|image_skyline=Abside Pieve di San Giovanni Battista Campagnatic
سیلانوس (به ایتالیایی: Silanus) یک کومونه در ایتالیا است که در استان نیورو واقع شده‌است.

## خصوصیات
سیلانوس ۴۸٫۱ کیلومترمربع مساحت و ۲٬۳۴۶ نفر جمعیت دارد.